# Strigocossus
Strigocossus is een geslacht van vlinders uit de familie van de Houtboorders (Cossidae). De wetenschappelijke naam en de beschrijving van dit geslacht zijn voor het eerst gepubliceerd in 1916 door Constant Vincent Houlbert.

## Soorten
- S. ambahona (Viette, 1954)
- S. capensis (Walker, 1856)
- S. crassa (Drury, 1782)
- S. cretacea (Butler, 1878)
- S. elephas Yakovlev, 2013
- S. guillemei (Houlbert, 1916)
- S. hepialoides Yakovlev, 2011
- S. kushit Yakovlev, 2011
- S. mediopallens (Fletcher D. S., 1968)
- S. moderata (Walker, 1856)
- S. ochricosta (Fletcher D. S., 1968)
- S. otti Yakovlev, Sulak & Witt, 2019
- S. ralffiebigi Yakovlev, 2021
- S. sanbenai Yakovlev & László, 2020
- S. takanoi Yakovlev & László, 2020
- S. tandoensis (Bethune-Baker, 1927)